# Liga Asobal 2016-17
La temporada 2016-17 es la 27ª temporada de la máxima categoría masculina del balonmano español como Liga Asobal. Esta temporada supuso el ascenso del Bidasoa Irún, tras dos temporadas en la División de Honor Plata de Balonmano, y la vuelta a la máxima categoría de un club vallisoletano, el Recoletas Atlético Valladolid, tras la desaparición por motivos económicos del Club Balonmano Valladolid en 2014. Por otro lado, descendieron de categoría la Sociedad Deportiva Teucro y el Club Deportivo Básico Balonmano Aragón, este último disuelto por motivos económicos. 
El FC Barcelona defendió su título, y consiguió su séptimo entorchado consecutivo, tras treinta jornadas en las que ganó todos sus encuentros. El ABANCA Ademar León terminó en segundo lugar y se clasificó para disputar la Liga de Campeones de la EHF la siguiente temporada.

## Equipos
| Equipo                            | Entrenador                   | Ciudad            | Pabellón                                    | Aforo | Marca  | Patrocinador principal   |
| --------------------------------- | ---------------------------- | ----------------- | ------------------------------------------- | ----- | ------ | ------------------------ |
| F.C. Barcelona Lassa              | Xavier Pascual Fuertes       | Barcelona         | Palau Blaugrana                             | 7.585 | Nike   | Lassa Tyres              |
| Naturhouse La Rioja               | Jesús Javier González "Jota" | Logroño           | Palacio de los Deportes de La Rioja         | 4.500 | Joma   | Naturhouse               |
| ABANCA Ademar León                | Rafael Guijosa               | León              | Palacio de los Deportes de León             | 5.188 | Hummel | ABANCA                   |
| Fraikin BM. Granollers            | Carlos Viver                 | Granollers        | Palacio de Deportes de Granollers           | 5.685 | Hummel | Fraikin                  |
| Liberbank Ciudad Encantada        | Lidio Jiménez                | Cuenca            | Pabellón Polideportivo "El Sargal"          | 1.900 | Erreà  | Liberbank                |
| Fertiberia Puerto Sagunto         | Nikola Milos                 | Sagunto           | Pabellón Polideportivo Internúcleos         | 1.500 | Rasán  | Fertiberia               |
| Recoletas Atlético Valladolid     | Nacho González               | Valladolid        | Polideportivo Huerta del Rey                | 3.502 | Hummel | Recoletas                |
| Bada Huesca                       | José Nolasco                 | Huesca            | Palacio Municipal de los Deportes de Huesca | 4.906 | Luanvi | Bada                     |
| Helvetia Anaitasuna               | Juanito Apezetxea            | Pamplona          | Pabellón Anaitasuna                         | 2.500 | Kempa  | Helvetia Seguros         |
| Quabit Guadalajara                | César Montes                 | Guadalajara       | Polideportivo David Santamaria              | 2.000 | Rasán  | Quabit Inmoviliaria      |
| BM. Villa de Aranda               | Álvaro Senovilla             | Aranda de Duero   | Polideportivo Príncipe de Asturias          | 2.800 | Hummel | Michelin                 |
| Bidasoa Irún                      | Jacobo Cuétara               | Irún              | Polideportivo Artaleku                      | 2.200 | Zebra  | Irún                     |
| Ángel Ximénez - Avia Puente Genil | Joaquín Soler                | Puente Genil      | Pabellón Alcalde Miguel Salas               | 600   | Kempa  | Ángel Ximénez/Avia       |
| DS Auto Gomas Sinfín              | Rodrigo Reñones              | Santander         | Pabellón de la Albericia                    | 2.200 | Hummel | Auto Gomas               |
| Frigoríficos Morrazo              | Víctor García "Pillo"        | Cangas de Morrazo | Pabellón Municipal O Gatañal                | 2.500 | Kempa  | Frigoríficos del Morrazo |
| BM. Benidorm                      | Fernando Latorre             | Benidorm          | Palau d'Esports L'Illa de Benidorm          | 3.000 | Kempa  | Benidorm                 |

## Equipos por comunidad autónoma 2016/2017
| Comunidad Autónoma   | N.º de equipos | Equipos                                                                 |
| -------------------- | -------------- | ----------------------------------------------------------------------- |
| Castilla y León      | 3              | ABANCA Ademar León, BM. Villa de Aranda y Recoletas Atlético Valladolid |
| Castilla-La Mancha   | 2              | Liberbank Ciudad Encantada y Quabit Guadalajara                         |
| Cataluña             | 2              | Fraikin BM. Granollers y F.C. Barcelona Lassa                           |
| Comunidad Valenciana | 2              | BM. Benidorm y Fertiberia Puerto Sagunto                                |
| Andalucía            | 1              | Ángel Ximénez - Avia Puente Genil                                       |
| Aragón               | 1              | Bada Huesca                                                             |
| Cantabria            | 1              | DS Auto Gomas Sinfín                                                    |
| Galicia              | 1              | Frigoríficos Morrazo                                                    |
| La Rioja             | 1              | Naturhouse La Rioja                                                     |
| Navarra              | 1              | Helvetia Anaitasuna                                                     |
| País Vasco           | 1              | Bidasoa Irún                                                            |

## Clasificación
| Pos. | Equipo                            | PJ | PG | PE | PP | GF  | GC  | Dif. | Pts. |
| ---- | --------------------------------- | -- | -- | -- | -- | --- | --- | ---- | ---- |
| 1.   | F.C. Barcelona Lassa (C) (LC)     | 30 | 30 | 0  | 0  | 998 | 740 | +258 | 60   |
| 2.   | Abanca Ademar León (LC)           | 30 | 25 | 1  | 4  | 866 | 748 | +118 | 51   |
| 3.   | Naturhouse La Rioja (CE)          | 30 | 19 | 2  | 9  | 879 | 792 | +87  | 40   |
| 4.   | Fraikin BM Granollers (CE)        | 30 | 17 | 3  | 10 | 853 | 816 | +37  | 37   |
| 5.   | Helvetia Anaitasuna (CE)          | 30 | 14 | 4  | 12 | 824 | 810 | +14  | 32   |
| 6.   | Liberbank Ciudad Encantada        | 30 | 13 | 5  | 12 | 807 | 825 | -18  | 31   |
| 7.   | Bada Huesca                       | 30 | 14 | 2  | 14 | 760 | 796 | -36  | 30   |
| 8.   | Recoletas Atlético Valladolid     | 30 | 14 | 0  | 16 | 839 | 832 | +7   | 28   |
| 9.   | Fertiberia Puerto Sagunto         | 30 | 10 | 5  | 15 | 775 | 794 | -19  | 25   |
| 10.  | Ángel Ximénez - Avia Puente Genil | 30 | 10 | 5  | 15 | 812 | 850 | -38  | 25   |
| 11.  | Quabit Guadalajara                | 30 | 12 | 0  | 18 | 794 | 862 | -68  | 24   |
| 12.  | Bidasoa Irún                      | 30 | 10 | 3  | 17 | 795 | 837 | -42  | 23   |
| 13.  | BM. Benidorm                      | 30 | 9  | 3  | 18 | 755 | 807 | -52  | 21   |
| 14.  | Frigoríficos Morrazo Cangas       | 30 | 9  | 2  | 19 | 797 | 899 | -102 | 20   |
| 15.  | BM. Villa de Aranda (D)           | 30 | 8  | 4  | 18 | 803 | 858 | -55  | 20   |
| 16.  | DS Auto Gomas Sinfín (D)          | 30 | 6  | 1  | 23 | 767 | 858 | -91  | 13   |

 Pos. = Posición; PJ = Partidos Jugados; PG = Partidos Ganados; PE = Partidos Empatados; PP = Partidos Perdidos
 GF = Goles Anotados; GC = Goles Recibidos; Dif. = Diferencia de Gol; Pts. = Puntos
 C = Campeón; D = Descendidos; LC = Liga de Campeones; CE = Copa EHF

## Premios y estadísticas

### Siete ideal
Siete ideal escogido por los entrenadores de la Liga ASOBAL.
| Posición          | Jugador                 | Equipo                |
| ----------------- | ----------------------- | --------------------- |
| Portero           | Gonzalo Pérez de Vargas | F.C. Barcelona Lassa  |
| Extremo izquierdo | Ángel Fernández         | Naturhouse La Rioja   |
| Lateral izquierdo | Álex Costoya            | Abanca Ademar León    |
| Central           | Raúl Entrerríos         | F.C. Barcelona Lassa  |
| Lateral derecho   | Kiril Lazarov           | F.C. Barcelona Lassa  |
| Extremo derecho   | Víctor Tomás            | F.C. Barcelona Lassa  |
| Pivote            | Adrià Figueras          | Fraikin BM Granollers |

- Mejor defensor
  -  Viran Morros, F.C. Barcelona Lassa

- Mejor debutante
  -  Kauldi Odriozola, Bidasoa Irún

- Mejor entrenador
  -  Rafael Guijosa, Abanca Ademar León